# 沃尔夫冈 (伊森堡-比丁根)
沃尔夫冈（Wolfgang；1877年3月30日—1920年7月29日），出生于比丁根。伊森堡-比丁根亲王。伊森堡-比丁根亲王布鲁诺与卡斯特尔-吕登豪森的贝尔塔女伯爵唯一的儿子。